# Gerard de Rooy

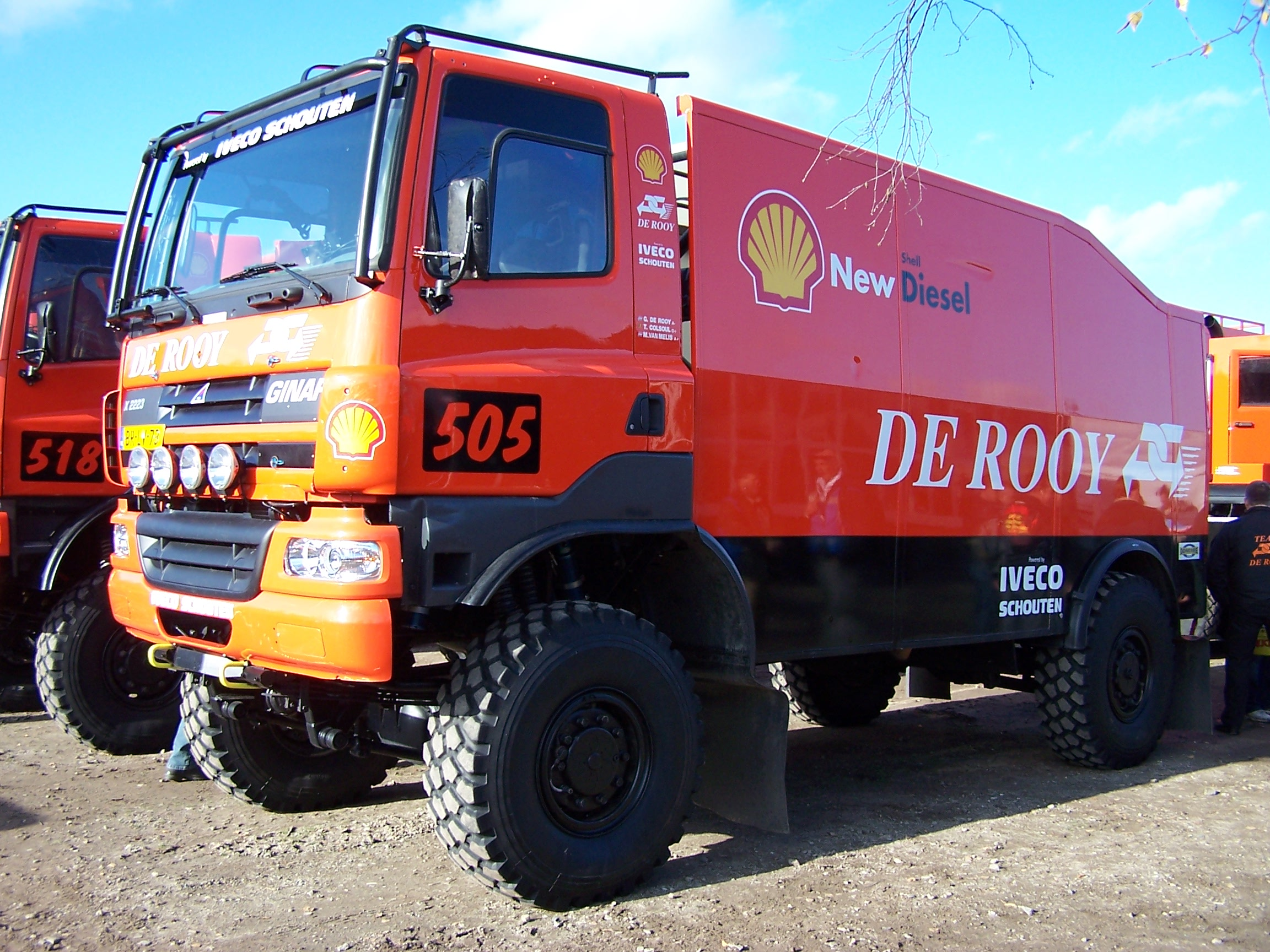
Gerard de Rooy versenykamionja 2009-ben

Gerard de Rooy (1980. június 21. –) holland tereprali-versenyző, az 1987-ben, a kamionosok kategóriájában Dakar-rali győztes, Jan de Rooy fia.
Gerard 2002 óta vesz részt a Dakar-ralin, édesapja után ő is a kamionok versenyében érdekelt. Első évében a hatodik helyen ért célba. A 2003-as versenyen, a tizenkettedik szakaszon szenvedett balesetet és feladni kényszerült a futamot. 2004-ben harmadik, még 2005-ben az ötödik helyen zárt. 2006-ban a verseny rajtját megelőző technikai vizsgálatokon az FIA szabálytalannak találta a DAF alakulat kamionjait, így Gerard és csapata nem vehetett részt a viadalon. 2007-ben már egy Ginaffal állt rajthoz, ám 2003 után ismét nem ért célba.
2009-ben, a Dél-Amerikában rendezett Dakaron a harmadik helyen zárt.

## Eredményei a Dakar-ralin
| Év   | Útvonal                                  | Rajtszám | Csapat                 | Kamion           | Helyezés                                       | Összidő   |
| ---- | ---------------------------------------- | -------- | ---------------------- | ---------------- | ---------------------------------------------- | --------- |
| 2002 | Arras - Madrid - Dakar                   | 410      | Team Jan de Rooy       | DAF FAV 85CF 4x4 | 6.                                             | 79h42'65" |
| 2003 | Marseille - Sarm es-Sejk                 | 414      | Team Gauloises/De Rooy | DAF FAV 85CF 4x4 | A 12. szakaszon kiesett                        | -         |
| 2004 | Clermont-Ferrand - Dakar                 | 417      | Team Gauloises/De Rooy | DAF FAV 75CF 4x4 | 3.                                             | 69h42'17" |
| 2005 | Barcelona - Dakar                        | 516      | Team Gauloises/De Rooy | DAF FAV 75CF 4x4 | 5.                                             | 80h48'34" |
| 2006 | Lisszabon - Dakar                        | 504      | Team Gauloises/De Rooy | DAF FAV 75CF 4x4 | Kizárás                                        | -         |
| 2007 | Lisszabon - Dakar                        | 509      | Team Gauloises/De Rooy | Ginaf X2222 4x4  | A 7. szakszon kiesett                          | -         |
| 2008 | Lisszabon - Dakar                        | 606      | Team De Rooy           | Ginaf X2223 4x4  | A versenyt terrorfenyegetettség miatt törölték | -         |
| 2009 | Buenos Aires - Valparaíso - Buenos Aires | 505      | Team De Rooy           | Ginaf X2223 4x4  | 3.                                             | 50h34'42" |

## Külső hivatkozások
- A De Rooy csapat honlapja

1. ↑  https://www.brabant.nl/-/media/74f528e0d35e4e768d27179fe306b517.pdf?la=nl